# Újházi-tyúkleves
Újházi-tyúkleves lub Újházi-tyúkhúsleves – węgierska zupa wymyślona przez aktora  Ede Újháziego, jeden z przysmaków kuchni węgierskiej i według wielu jej najpopularniejsze danie. Według pisarza Endre Nagya, pomysłowy i entuzjastyczny Újházi nie żałował starań i kosztów, jeżdżąc do Debreczyna, by zdobyć produkty do wymyślonej przez siebie zupy. Do jej przygotowania potrzebne były stare koguty, których stwardniałe mięśnie nabrały smaku w czasie miłosnych uniesień. Należało gotować je nieprzerwanie przez trzy dni, dodając na koniec warzywa z dużym udziałem selera. Szczególną uwagę zwracał na to, by nie zaginęły grzebienie i inne charakterystyczne narządy koguciego ciała, ponieważ przesądnie wierzył w ich cudowne działanie. Znakiem szczególnego wyróżnienia dla gościa było poczęstowanie takim kawałkiem.

## Nazwa i historia

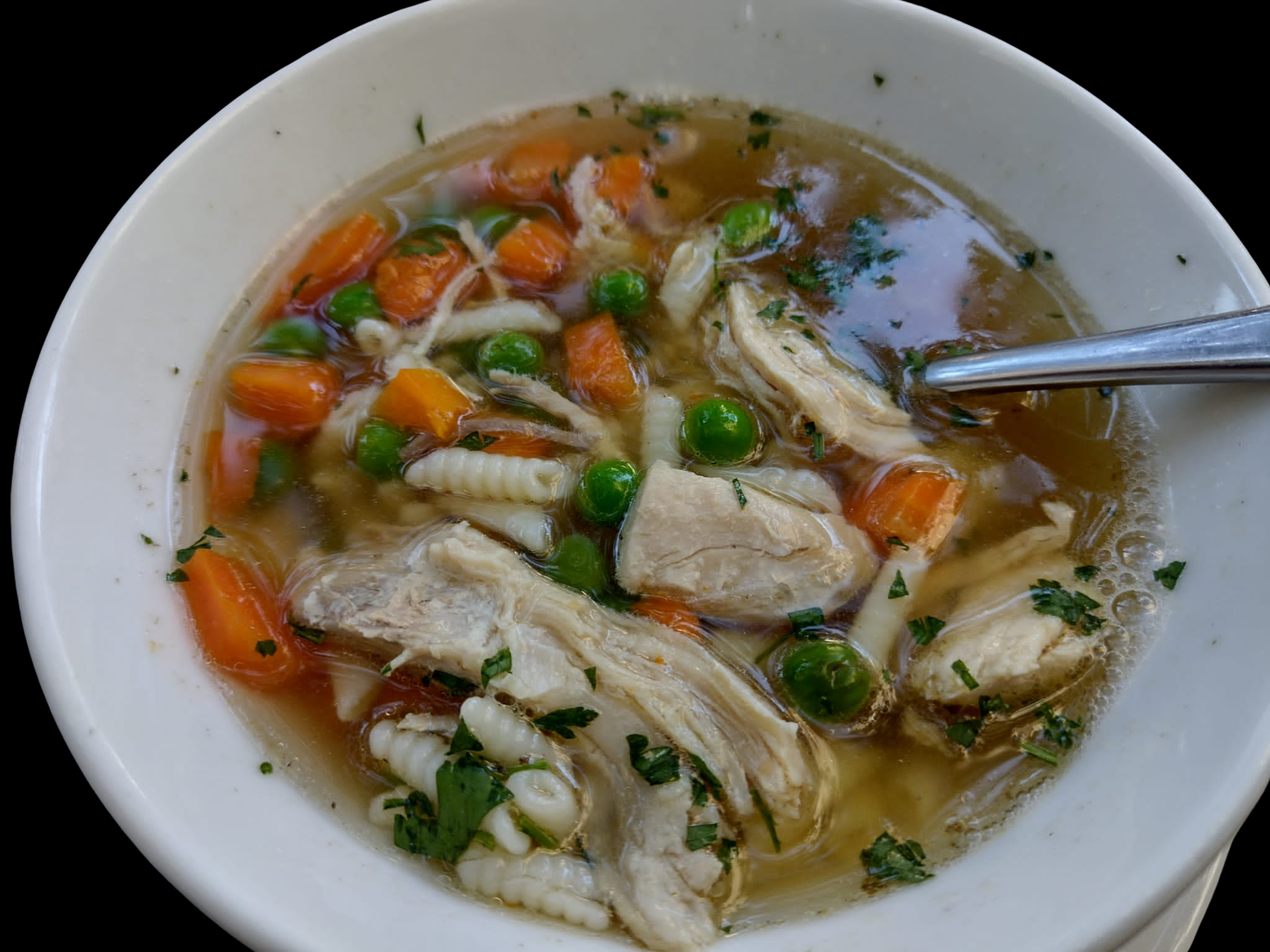
Újházy-tyúkhúsleves w restauracji w Győrze

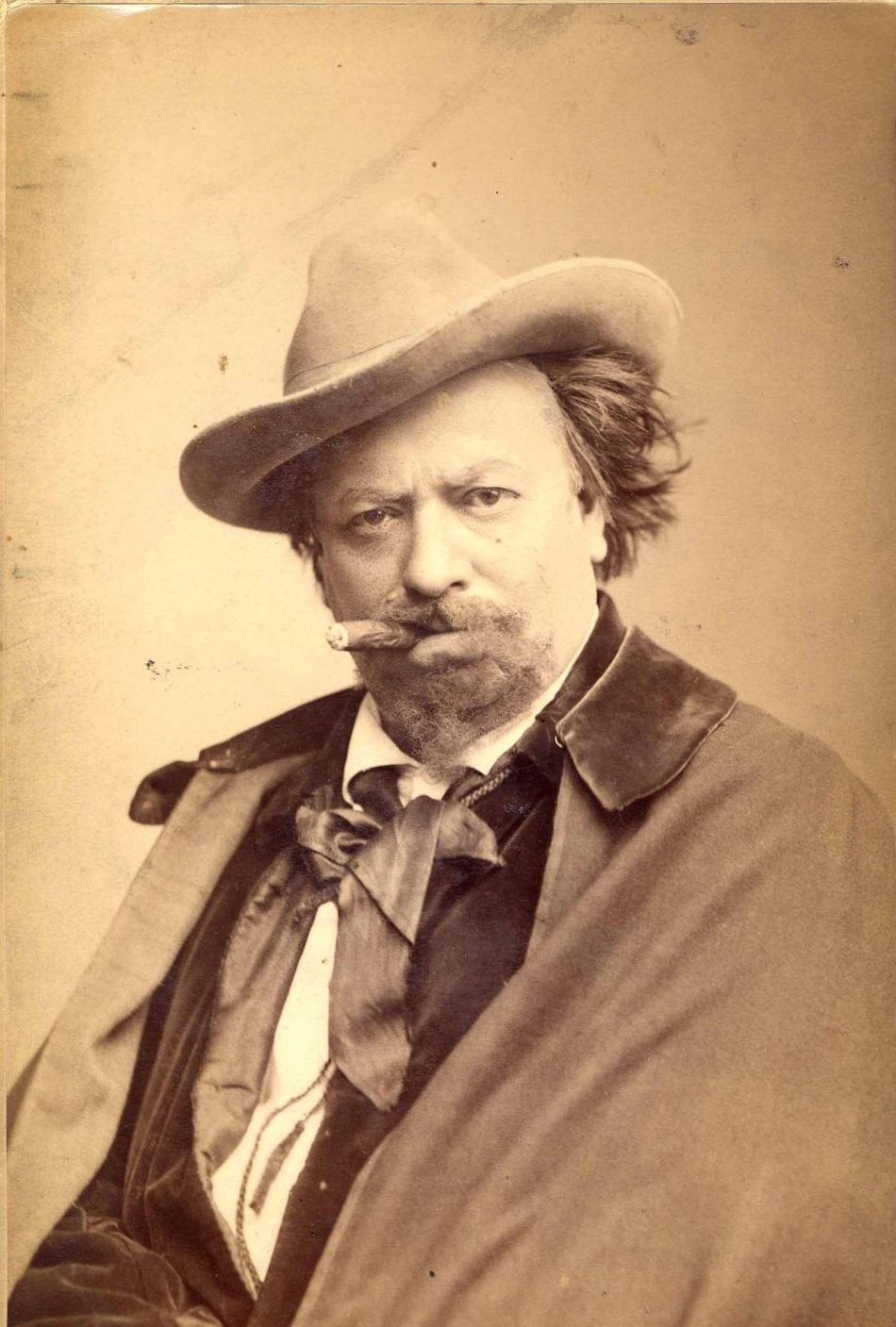
Ede Újházi w jednej z ról teatralnych

Potrawa została nazwana na cześć aktora Ede Újháziego, który w oczach opinii publicznej był również postacią w historii węgierskiej gastronomii i którego legendarna zupa z mięsa kogutów w rzeczywistości nie była zupą, ale raczej afrodyzjakiem, rodzajem eliksiru miłości. 
Jego kariera owiana jest legendami, a jedną z nich jest historia jego zupy, nierozerwalnie związanej z poprzedniczką dzisiejszej restauracji Gundel, restauracją Wampetics, w której się ta słynna zupa narodziła. Węgierski pisarz Gyula Krúdy wielokrotnie opisywał jej pochodzenie, zazwyczaj na kilka sposobów. 
Jedną z najbardziej znanych legend jest opublikowana 17.01.1932 r. w gazecie Magyar Hírlap, która stamtąd trafiła do świadomości społecznej. Według niej, podczas swoich wizyt w restauracji opowiadał, że lubi zupy gotowane z kawałków starych kur, białego mięsa z makaronem i warzywami. Następnego dnia, uważnie słuchający go szef kuchni, poczęstował go pierwszą wersją słynnej zupy.